# Võnnu
Võnnu es un pueblo del municipio de Kastre, en el condado de Tartu, Estonia, con una población censada a final del año 2011 de 552 habitantes. 
Se encuentra ubicado al sur del condado, al sur del río Emajõgi y al oeste del lago Peipus y la frontera con Rusia.

## Gente Importante
Don Carloz (1994 - )